# ميرا25
جبهة العصيان الواقعي الأوروبي (باليونانية: Μέτωπο Ευρωπαϊκής Ρεαλιστικής Ανυπακοής)‏ أو ميرا25 (بالإنجليزية: MeRA25)‏ (باليونانية: ΜέΡΑ25)‏، هو حزب سياسي يوناني يساري تأسس عام 2018. مؤسس وأمين الحزب العام هو النائب السابق عن حزب سيريزا ووزير المالية يانيس فاروفاكيس. ينضوي حزب ميرا25 تحت حركة الديمقراطية في أوروبا 2025 (DiEM25)، وحركة الربيع الأوروبي، وحركة الأممية التقدمية. تسعى حركة حركة الديمقراطية في أوروبا 2025 وحزب جبهة العصيان الواقعي الأوروبي لصياغة دستور ديمقراطي يحل محل كافة المعاهدات الأوروبية النافذة اليوم. وتأسس في ألمانيا عام 2021 حزب يحمل نفس الاسم، متحالف مع الحزب اليوناني. 

## تاريخ
تأسس حزب MeRA25 في 27 مارس 2018 على يد وزير المالية اليوناني السابق يانيس فاروفاكيس. تم الإعلان عن تشكيل الحزب خلال فعالية خاصة في أثينا. في ديسمبر 2018، انضمت عضوة حزب سيريزا السابقة وعضوة البرلمان الأوروبي صوفيا ساكورافا إلى الحزب.
خاض الحزب انتخابات البرلمان الأوروبي لعام 2019 كجزء من حركة حركة الديمقراطية في أوروبا 2025. وفشل بفارق ضئيل في الفوز بمقعد في البرلمان الأوروبي.، بينما حصل حزب MeRA25 على 9 مقاعد في الانتخابات التشريعية اليونانية 2019 وبنسبة 3.44% من الأصوات.
شارك حزب MeRA25 في الانتخابات التشريعية اليونانية في مايو 2023 كجزء من "تحالف الاختراق"، وهو ائتلاف مع حزب الوحدة الشعبية اليساري، وكان شعار هذا التحالف الأساسي "لأول مرة، الاختراق". حصل الحزب على أقل من 3% من الأصوات المطلوبة للحصول على مقاعد في البرلمان اليوناني. أصدر زعيم الحزب يانيس فاروفاكيس بياناً يلوم فيه قيادة حزب سيريزا على انتصار المحافظين في الانتخابات، وقال "سنضع هزيمتنا الليلة تحت مجهر نقدنا الذاتي الصارم". في انتخابات يونيو المبكرة التالية، انخفضت حصة أصوات MeRA25 أكثر، وحصل الحزب على نسبة 2.5٪ من الأصوات. أصدر فاروفاكيس بياناً آخر لائماً النتيجة على غيال وجود جبهة تقدمية، وادعى بأنَّ نتيجة الانتخابات "دحضت الرأي القائل بأنَّ حزب MeRA25 ينهار" و أشار إلى أنَّه "لم يكن الشعب بحاجة إلى مثل هذا الحزب اليساري في البرلمان قط أكثر مما هو عليه الآن. ولن يفتقد مثل هذا اليسار قط من البرلمان".

## الاسم
بدون الكتابة بالأحرف الكبيرة، فإن حروف ΜέΡΑ25، μέρα (ميرا)، تلفظ مثل الكلمة اليونانية التي تعني "يوم" (ميرا)، وهي ترجمة الكلمة اللاتينية diem والذي يظهر ارتباط الحزب بـحركة DiEM25.

## المواقف
يقدم الحزب نفسه على أنه تحالف من "اليونانيين اليساريين والخضر والليبراليين "، مستنداً إلى أسس الأممية الأوروبية والعقلانية الاقتصادية والتمكين الاجتماعي. ويخطط لتمرير "الصفقة الأوروبية الخضراء الجديدة"، كحل لنسخة ما بعد الحداثة من أزمة الكساد الأعظم.
في اليونان، كانت المقترحات السبعة التالية للسياسة التشريعية للحزب:
- إعادة هيكلة الدين الوطني.
- خفض الفوائض الأولية.
- إنشاء شركة لإعادة هيكلة الدين العام.
- التخفيض العام لمعدلات الضرائب.
- إنشاء منصة دفع رقمية عامة.
- تحويل صندوق تنمية أصول جمهورية اليونان إلى بنك تنمية.
- احترام العمل مدفوع الأجر وريادة الأعمال الإبداعية.[17]

## نتائج الانتخابات

### البرلمان اليوناني
| الانتخابات  | برلمان اليونان | برلمان اليونان | برلمان اليونان | برلمان اليونان  | برلمان اليونان | المرتبة | الحكومة       | القائد          |
| الانتخابات  | الأصوات        | %              | ±نقطة مئوية    | المقاعد الفائزة | +/−            | المرتبة | الحكومة       | القائد          |
| ----------- | -------------- | -------------- | -------------- | --------------- | -------------- | ------- | ------------- | --------------- |
| 2019 ‏       | 194,232        | 3.44%          | New            | 9 / 300         | جديد           | #6      | المعارضة      | يانيس فاروفاكيس |
| 2023        | 155,085        | 2.63%          | −0.81          | 0 / 300         | ▼ 9            | #8      | خارج البرلمان | يانيس فاروفاكيس |
| يونيو 2023 ‏ | 130,276        | 2.50%          | −0.13          | 0 / 300         | 0              | #9      | خارج البرلمان | يانيس فاروفاكيس |

### في البرلمان الأوروبي
| البرلمان الأوروبي | البرلمان الأوروبي | البرلمان الأوروبي | البرلمان الأوروبي | البرلمان الأوروبي | البرلمان الأوروبي | البرلمان الأوروبي | البرلمان الأوروبي |
| الانتخابات        | الأصوات           | %                 | ±نقطة مئوية       | المقاعد الفائزة   | +/−               | المرتبة           | القائد            |
| ----------------- | ----------------- | ----------------- | ----------------- | ----------------- | ----------------- | ----------------- | ----------------- |
| 2019 ‏             | 162,328           | 2.99%             | جديد              | 0 / 21            | -                 | #7                | يانيس فاروفاكيس   |
| 2024              | 101,127           | 2.54%             | -0.45             | 0 / 21            | -                 | #9                | يانيس فاروفاكيس   |

## روابط خارجية
- الموقع الرسمي
- الموقع الرسمي لـDiEM25